# 華視媒體園區
25°02′38″N 121°33′23″E / 25.043934°N 121.556302°E

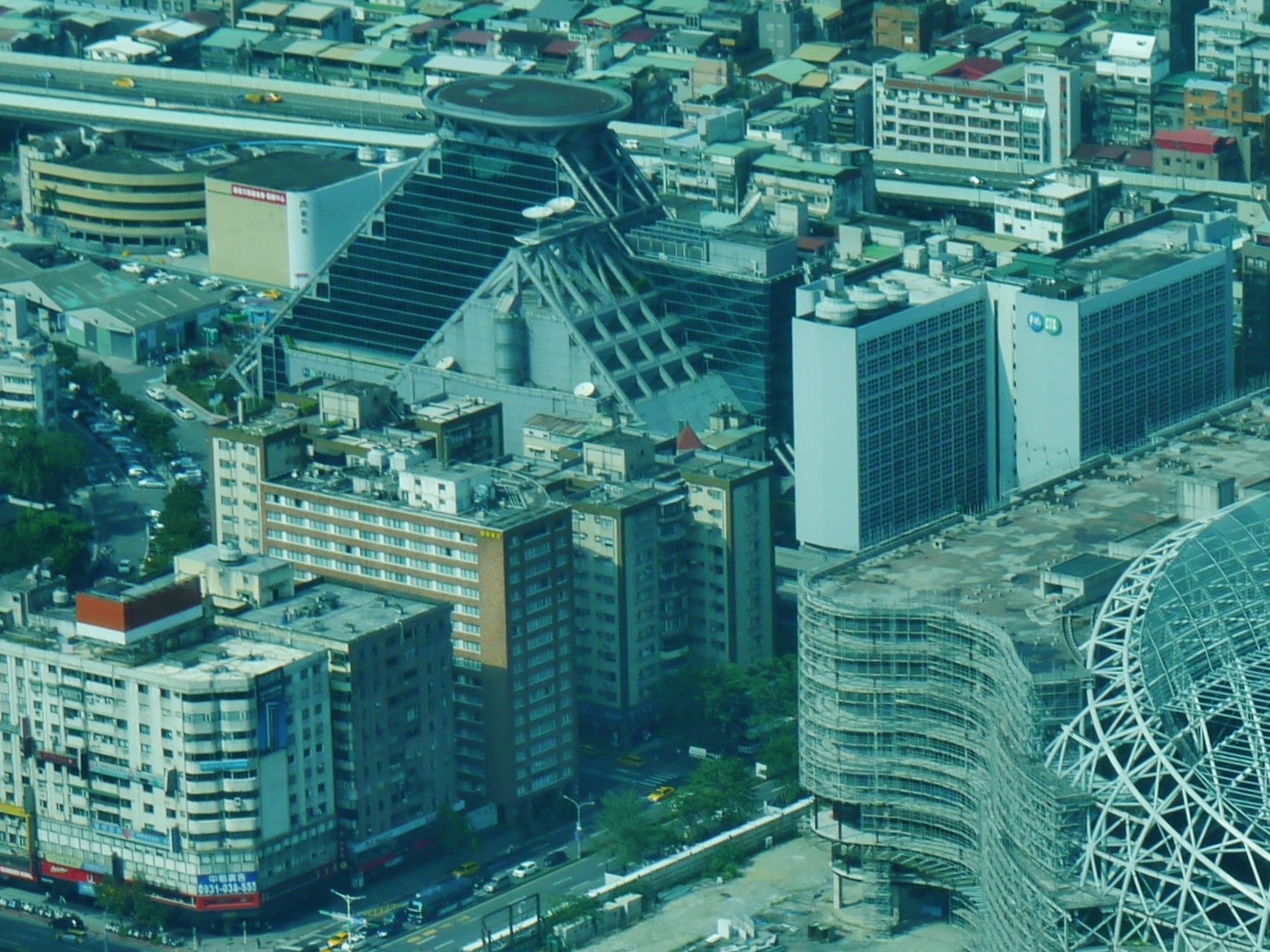
華視媒體園區

華視媒體園區（CTS Media Park）是中華電視公司總部所在地，位於台北市大安區光復南路與原臺灣鐵路管理局三張犁支線之間，包括了多棟大樓。2009年4月6日正式定名華視媒體園區並舉行揭牌典禮，佔地3萬坪，有15個攝影棚。當時已進駐華視媒體園區者，包含同屬台灣公廣集團的公共電視文化事業基金會、原住民族電視台、客家電視台，以及台灣宏觀電視、民間全民電視公司、鳳凰衛視、星空傳媒、FOX體育台、國家地理頻道、風尚數位科技（Fashion Guide）、張乃仁音樂工作室等。
2010年4月30日，華視舉行華視媒體園區1週年記者會，華視新聞主播蘇逸洪與藝人劉真主持，現場展示華視砸下約新台幣2千萬元打造的「虛實合一」3D播報系統；華視總經理陳正然表示，華視媒體園區成立1年，第1階段完成華視資源讓20家媒體夥伴互通共享，第2階段已邀請宏碁電子化資訊管理中心協助建置「雲端運算與數位資料庫」。

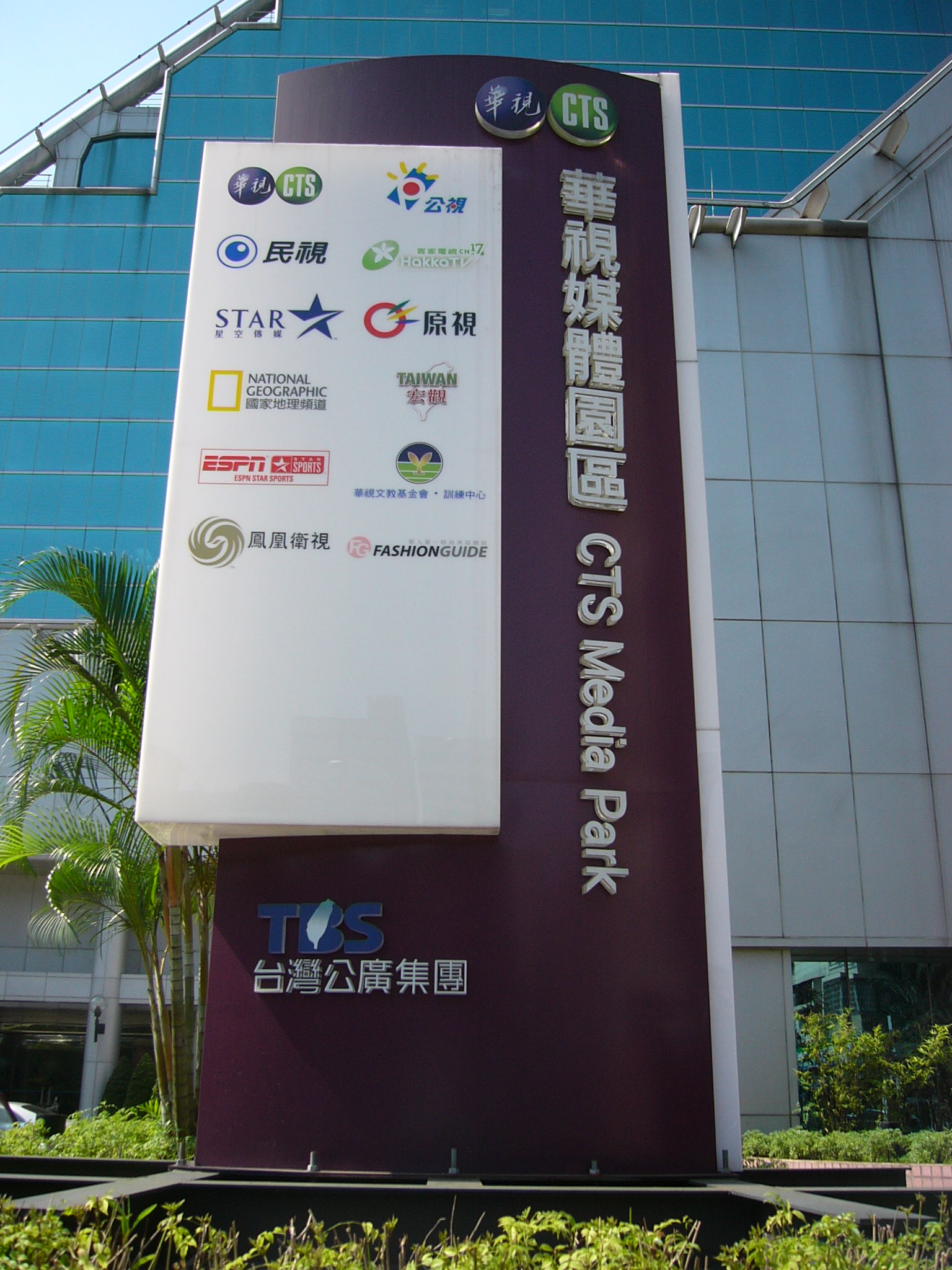
中華電視公司電視製作大樓旁的華視媒體園區招牌，2013年1月時已拆除。

2017年，新北市林口區「民視林口數位媒體總部」落成，民視撤租華視媒體園區攝影棚。2022年5月14日，鳳凰衛視台北站結束與華視租約後關閉，遣散所有人員。

## 設施和建築分佈

### 攝影大樓

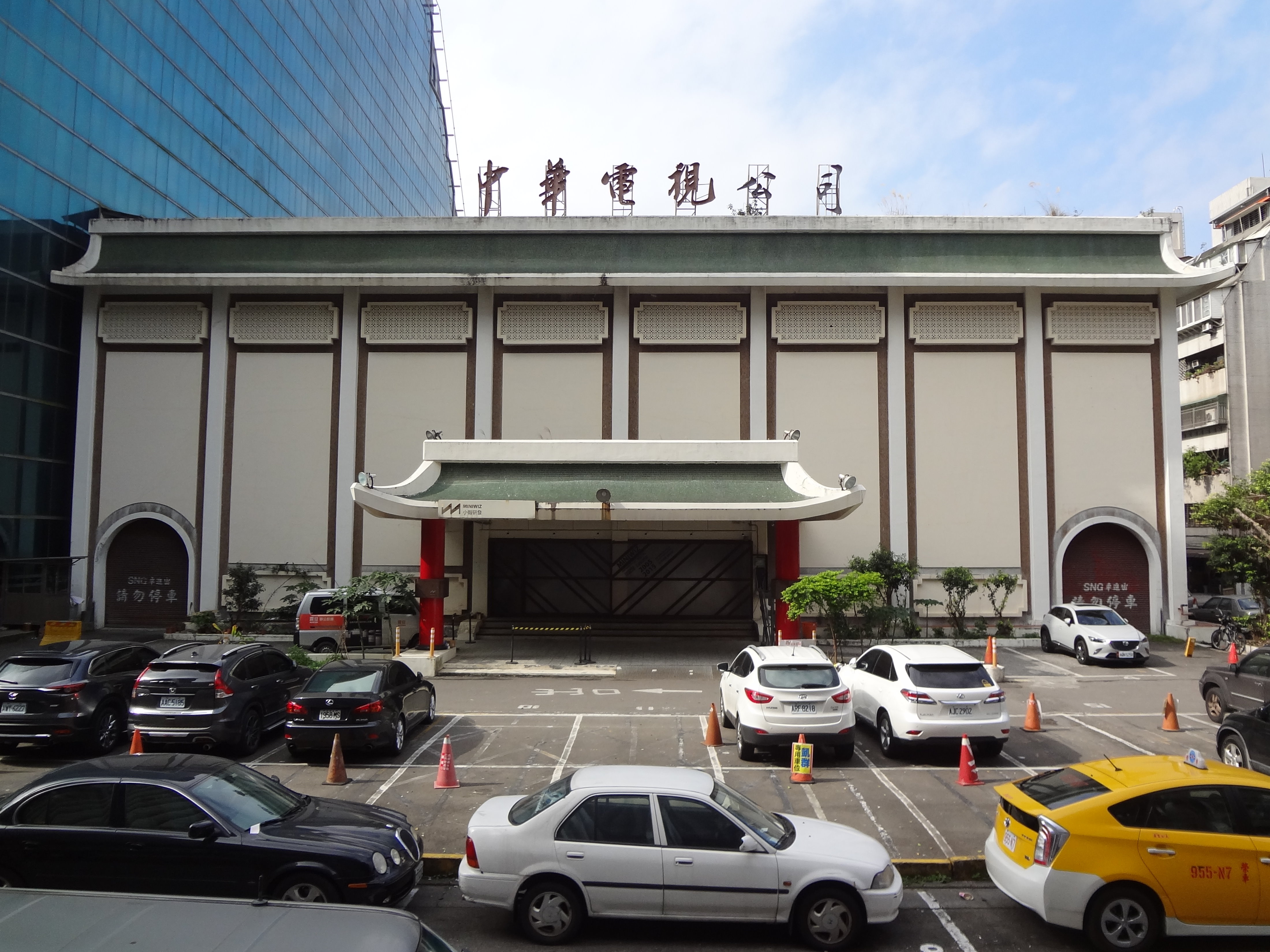
攝影大樓正面

「攝影大樓」（Studio Building）在1971年2月10日開工，同年啟用，是華視第一代總部，最富有中國傳統建築特色。使用鋼筋混凝土結構，共有地下一層與地上四層，高度16.6公尺，總樓地板面積13556平方公尺。建築承包單位是行政院國軍退除役官兵輔導委員會榮民工程事業管理處，建築時間未滿半年。
「電視製作大樓」啟用之後，攝影大樓閒置多年，2000年代初期曾被東森電視租用，東森電視退租後又荒廢，2010年時華視已收回自用。

### 文化大樓
「文化大樓」（Cultural Building），建築風格與攝影大樓相同，供華視訓練中心使用，1991年1月11日被拆除。

### 華視光復大樓

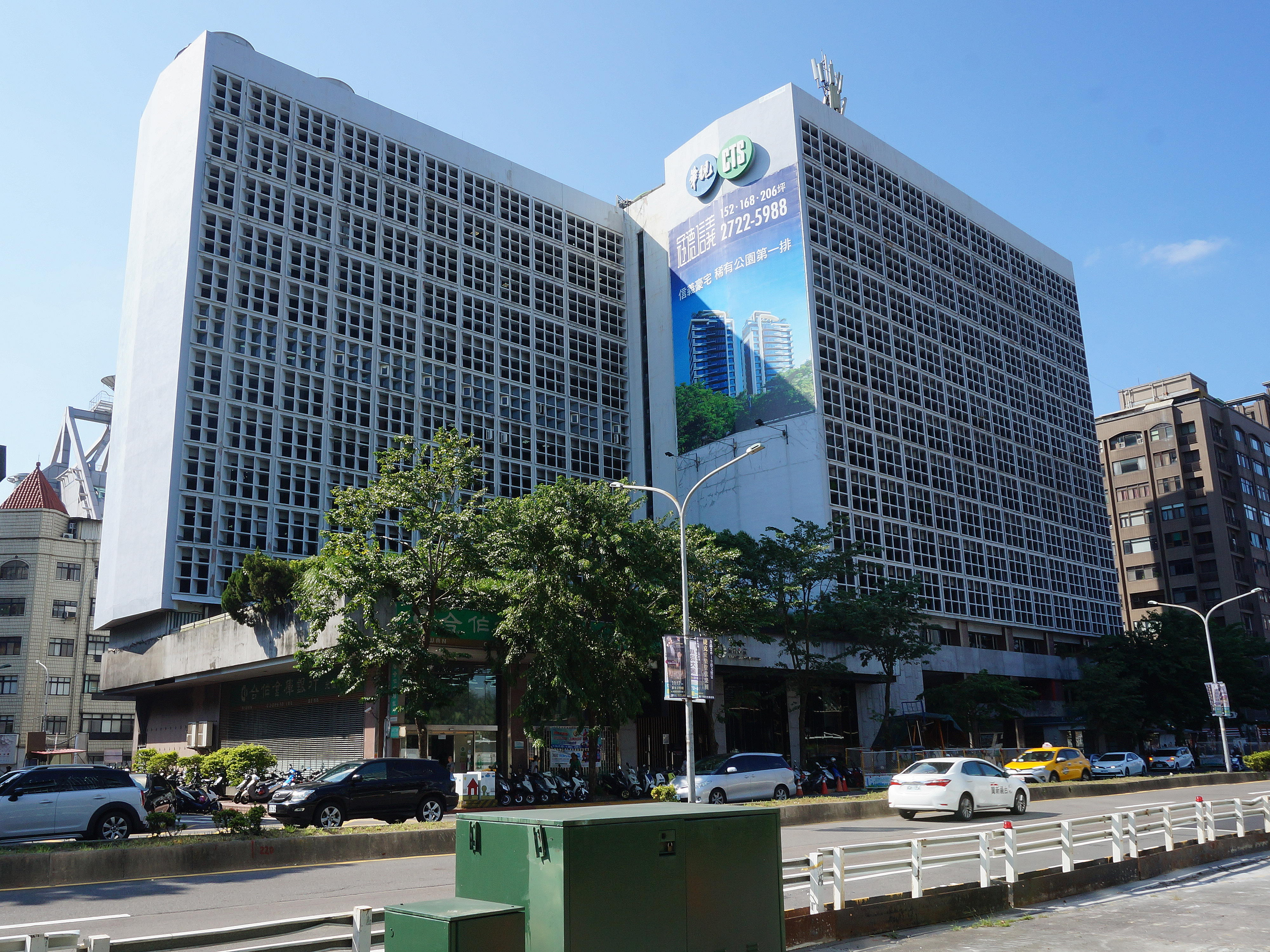
華視大樓正面

原名「華視大樓」，在1983年9月1日啟用，是華視第二代總部，正門面臨光復南路。共有地上十四層與地下二層，總面積達一萬一百餘坪。外觀方正，早期以棕色為主要顏色，後改以白色為主要顏色。華視總部搬至「電視製作大樓」之後，華視大樓改名為「華視光復大樓」，現今作為商業大樓並租給外界使用。知名租戶包含DAZN台灣總部、PicCollage台灣總部、Dcard等公司。

### 電視製作大樓

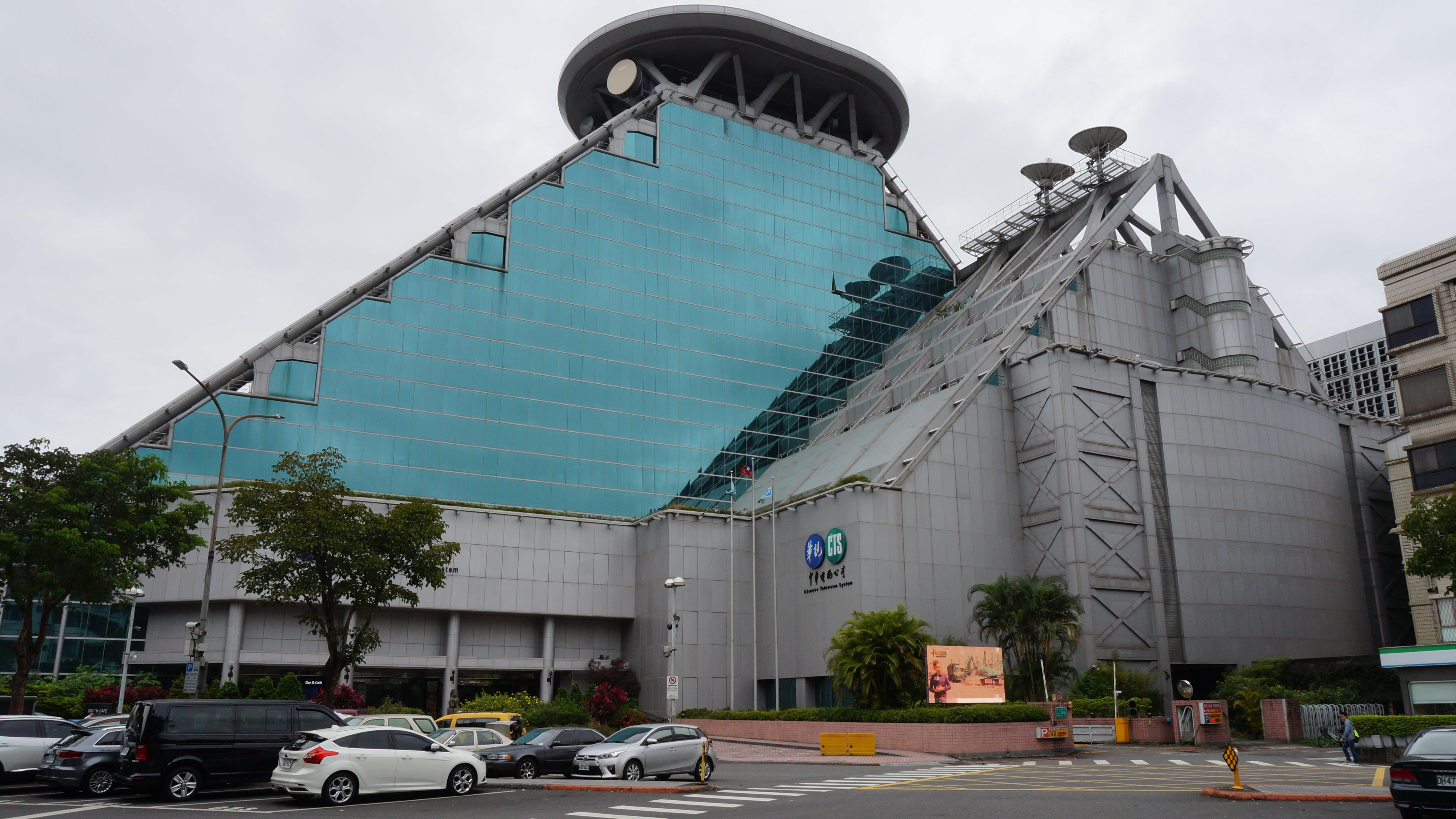
電視製作大樓正面

「電視製作大樓」（TV Production Building）是華視第三代總部，1989年2月華視邀請三位建築師沈祖海、高而潘、丁達民參觀訪問日本放送協會、東京放送、韓國放送公社總部後設計，1989年4月公開辦理比圖，經邀請有關專家學者評選後委託丁達民設計監造，中興工程顧問社擔任工程顧問。1990年7月，細部設計規劃完成。1990年11月13日，毅成建設取得土木建築工程之承包權。1990年11月21日上午，華視副總經理陳祖耀與毅成建設王總經理（本名不公開）在華視大樓三樓貴賓室簽約，華視法律顧問林憲同律師擔任見證人。1990年11月29日，攝影大樓旁停車場四周正式圍欄，為電視製作大樓工程施工預作準備。1991年1月11日10時拆除文化大樓後動土，動土典禮主持者為華視董事長易勁秋、華視總經理武士嵩與華視監察人王永在。1995年啟用，斥資新台幣30多億元，使用鋼骨結構（Steel Construction）、金字塔造型與玻璃帷幕，共有地上十四層與地下五層，總面積達12917坪，總樓地板面積42672平方公尺，地下層開挖深度達23.15公尺。內部設施包括全自動化UHF/VHF頻道播映系統與專業攝影棚9座，大樓頂端設有一個橢圓形的直昇機停機坪。2005年12月8日，華視啟用電視製作大樓中庭噴水池。
2019年4月，台灣事實查核中心在電視製作大樓7樓設立獨立辦公室運作。2021年4月22日，台灣事實查核中心舉辦喬遷茶會，總部遷往臺北市中山區松江路131號10樓之5（中華大廈）。
2023年時，電視製作大樓各樓層使用狀況如下：
- B5：佈景庫房、道具辦公室、空調主機室、停車場、清潔班
- B4：第7攝影棚、第8攝影棚、庫房、停車場
- B3：第9攝影棚、第10攝影棚、企業工會、重電機房
- B2：第12攝影棚、第13攝影棚、重電機房、停車場
- B1：新聞台會議室、文書檔案室、服裝庫房、中央監控室、調度室、停車場
- 1：新聞台（採訪部、製播部）、新聞攝影棚
- 2：新聞台（導播中心、攝影中心）、第五攝影棚
- 3：新聞節目部（節目企劃中心）、製播部（網新中心、視覺中心）、公關服務中心（媒體服務室）
- 4：工程部（維技中心、播映中心）、財務部（會計室、出納室）
- 5：工程部（工務中心）、新媒體部（多媒體資料中心）、工程部製作中心、5樓會議室
- 6：工程部（後製作業室）、節目部（音效字幕室）、國會頻道辦公室、資訊科技處（片庫）、六樓會議室、教學處錄音室
- 7：節目部（行政中心、企劃中心、導播中心、購銷中心）、視覺設計部、行政服務部（總務行政室、資產管理室、人力資源室、法務、開標室）
- 8：業務部（行政中心、營業中心、行銷企劃中心）、教學節目中心、新媒體部、台語頻道
- 9：九樓會議室
- 10：Taiwan Plus、接待室
- 11：總經理室、副總經理室、秘書室
- 12：董事長室、十二樓會議室、稽核室
- 13：庫房
- 14：微波機房及微波器材維修室
- RF：直昇機停機坪

### 文教大樓

文教大樓正面

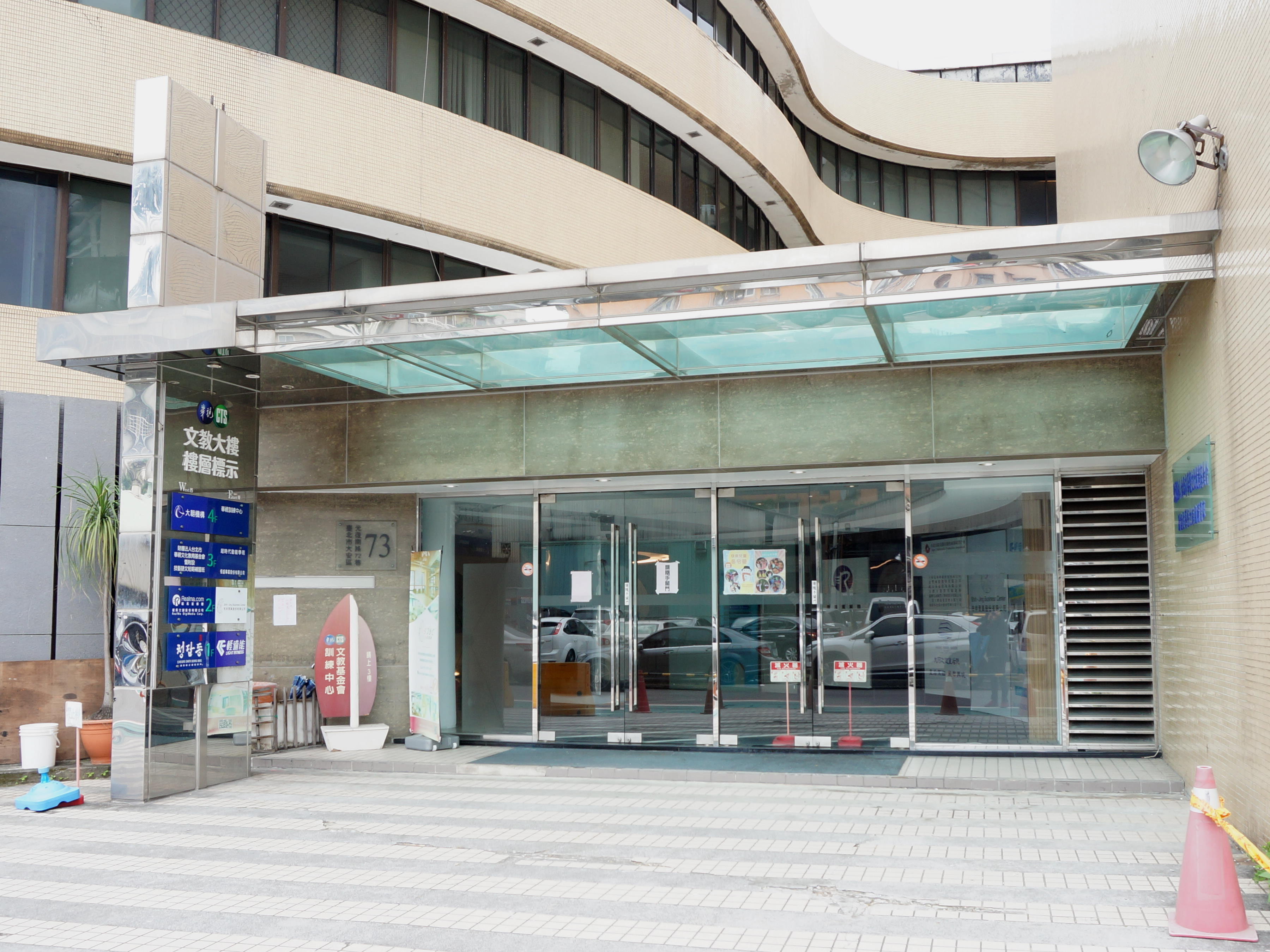
文教大樓大門

原名為「UHF攝影棚及行政大樓」（UHF Studio & Administrative Building）：是華視各類教學節目的重鎮，也是華視文教基金會與華視訓練中心所在地，部分空間於2000年代某年成為星空傳媒台灣總部所在地，2011年星空傳媒台灣總部遷至台北市內湖區堤頂大道東京企業總部大樓（現富邦東京企業總部大樓）。2013年時，現在名稱改為「文教大樓」。

## 改建計畫

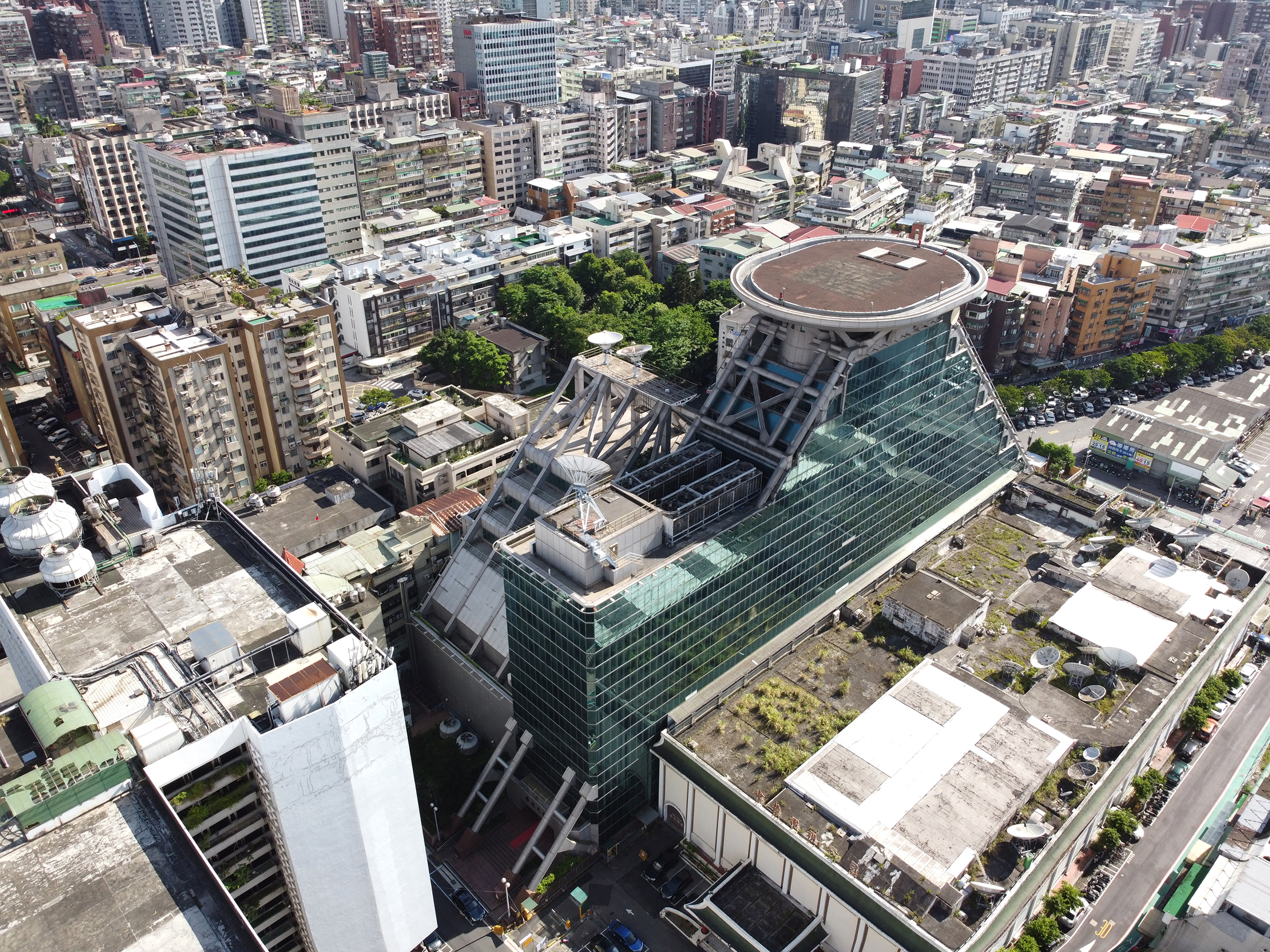
攝影大樓與電視製作大樓，為華視第一代與第三代總部大樓

2015年，為改善財務狀況，華視決定：拆除攝影大樓，修建高2至4層的「中央綠廣場」；拆除文教大樓，修建高70米、地下3層、地上12層的「新華視大樓」，2019年啟用；華視光復大樓出租給物業公司，整修後改名「e-Tower」，2016年7月啟用；電視製作大樓整修為主題飯店「New Media Hotel」，2020年啟用。這一計畫在2015年6月25日在華視董事會通過，同年7月16日在公視董事會通過。然而本案持續延宕，至今華視仍維持原有建築物運作。
2021年12月16日，公視華視聯席董事會通過華視資產活化方案，華視擬向銀行融資新台幣17億元、耗時三年在占地886坪之停車場土地興建媒體旗艦園區大樓「元宇宙媒體中心」，此大樓將出租。本次董事會中，華視總經理莊豐嘉提出本案口頭報告，但在場有董事表達不同意見；由於華視虧損累計超過新台幣18億元，也有監事質疑，貸款新台幣17億元將加重華視財務沉重負擔；最後在公廣集團董事長陳郁秀主持下投票，一票反對、九票贊成，照案通過。同日，華視發布聲明稿表示，為擴大公共財使用績效暨善盡社會責任，針對該地段資產活化，經營團隊提呈「融資自建、地上權設定、合建分潤」三方案充分討論，董事會通過採「融資自建」方式建構媒體旗艦園區。當時公廣集團董事已經延任兩年多，董事在看守期間通過未來三年重大開發案，引發質疑。
2022年1月21日，由於本月莊豐嘉要求中國國民黨立法院黨團撤下檢討華視長年虧損的預算提案一事引發爭議，在中國國民黨立法院黨團與民主進步黨立法院黨團聯手下，莊豐嘉在華視臨時董事會主動請辭，董事會一致通過。2022年4月21日，陳郁秀與華視代理總經理陳雅琳為華視新聞字幕跑馬燈播出錯誤訊息事件請辭。
2022年10月12日，立法院教育及文化委員會邀請文化部部長李永得與公廣集團董事長胡元輝進行「中華電視公司入主有線電視52台頻道經營績效」專題報告。胡元輝表示，如何善用既有資產並發揮效益，是華視的責任；華視董事會已於8月1日決議成立「數位轉型、創新創業、資產活化」三個小組，希望能有所展現。李永得補充，公視董事會已通過專案小組執行華視資產活化，文化部已於2021年公開徵求「華視資產活化之可行建議」三個方案，三個方案已移作華視董事會參考。
2023年12月13日，前公視董事暨台灣民眾黨全國不分區立法委員候選人徐瑞希表示，華視資產號稱要活化，但黑影幢幢、搞機密，裡面的弊案還有得瞧。徐瑞希說，華視資產活化案商談多年，文化部卻將華視資產活化案的目的與相關細節列為極機密資料，沒人看得到這些資料；她連續任職2屆公視董事，從未看過任何一個華視資產活化案的評估報告。公視聲明稿駁斥：「本屆華視董事會成立之後，經董事會決議循序研議資產活化方案，目前尚未進入董事會審議階段。」
2024年12月10日，徐瑞希表示，她任職公視董事期間，有時要索取一份普通公文或會議簡報，都被董事長拒絕。徐瑞希表示，2023年8月華視董事會討論資產活化案，董事會應進行的討論案被包裝為行政部門的例行報告案，現場發放的會議資料被要求「會後收回」，意圖瞞混通過啟動後續招標程序等處理爭議；《上報》披露後，華視迅即提告以嚇阻《上報》繼續報導，2024年6月臺灣臺北地方檢察署以「報導內容有所依據」為由裁定不起訴。